# Hoplismenus terrificus

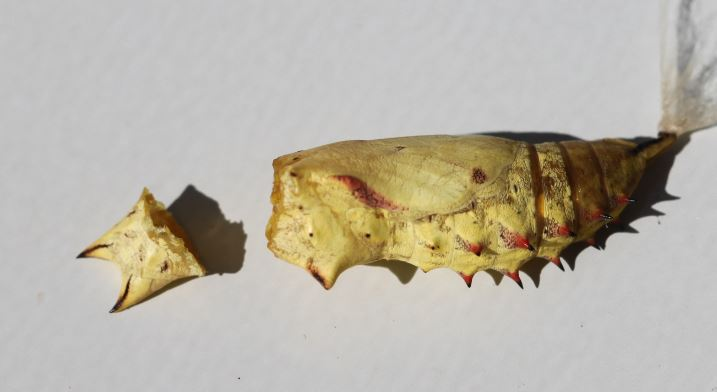
Puppe eines Tagpfauenauges (Aglais io) nach dem Verlassen einer Schlupfwespe

Hoplismenus terrificus ist eine Schlupfwespe aus der Unterfamilie der Ichneumoninae. 

## Merkmale
Kopf, Thorax und Hinterleib der relativ großen Schlupfwespen sind schwarz. Sie erreichen eine Körperlänge von 20–23 mm. Die Fühler sind bei den Männchen vollständig schwarz, während die Fühler der Weibchen ein helles Band auf halber Länge besitzen. Die Beine sind bis auf die schwarzen Coxae und den hinteren Tibia, die bis auf das basale Ende schwarz gefärbt sind, gelbrot. Die Weibchen besitzen einen sehr kurzen Legestachel.

## Verbreitung
Hoplismenus terrificus kommt in der Paläarktis vor. In Europa ist die Art weit verbreitet. Sie fehlt lediglich auf den Britischen Inseln und im Norden von Skandinavien. Nach Osten reicht ihr Vorkommen bis nach Japan.

## Lebensweise
Hoplismenus terrificus ist ein koinobionter Endoparasitoid. Die weibliche Schlupfwespe sticht mit ihrem Legestachel ein Ei in die Raupe. Die Schlupfwespenlarve entwickelt sich im Wirt. Dieser lebt weiter bis zu seiner Verpuppung. Die Schlupfwespenlarve verpuppt sich im Wirt und verlässt als adulte Schlupfwespe die Wirtspuppe. Dabei kappt sie den vorderen Teil der Puppe. Die weiblichen Imagines von Hoplismenus terrificus überwintern.
Zu den Wirtsarten von Hoplismenus terrificus zählen verschiedene Edelfalter (Nymphalidae) wie:
- Tagpfauenauge (Aglais io)
- Kleiner Fuchs (Aglais urticae)
- Feuriger Perlmuttfalter (Argynnis adippe)
- Mittlerer Perlmuttfalter (Fabriciana niobe)
- Lethe sicelis
- Trauermantel (Nymphalis antiopa)
- Großer Fuchs (Nymphalis polychloros)
- Nymphalis vaualbum
- C-Falter (Polygonia c-album)

## Taxonomie
In der Literatur finden sich folgende Synonyme:
- Pyramidophorus szepligetii Gyorfi, 1955